# 上里町
上里町（日语：／ Kamisato machi */?）是日本埼玉縣最北端的町，人口約3万1千人。

## 年表
- 1954年（昭和29年）5月3日－兒玉郡神保原村、賀美村、七本木村、長幡村合併為上里村。
- 1971年（昭和46年）11月3日－上里村改制為上里町。

## 地域

### 教育
小学校
- 上里町立賀美小学校
- 上里町立上里東小学校
- 上里町立神保原小学校
- 上里町立七本木小学校
- 上里町立長幡小学校

中学校
- 上里町立上里中学校
- 上里町立上里北中学校

## 交通

### 鐵路
東日本旅客鐵道
- 高崎線：神保原站
  - 除此以外，上越新幹線的本庄早稻田站 - 高崎站間也通過該町。